# Jim Nabors
Pour les articles homonymes, voir Thurston et Nabors.
James Thurston Nabors, dit Jim Nabors, est un acteur et chanteur américain, né le 12 juin 1930 à Sylacauga en Alabama (États-Unis) et mort le 30 novembre 2017 à Honolulu (Hawaï).

## Biographie

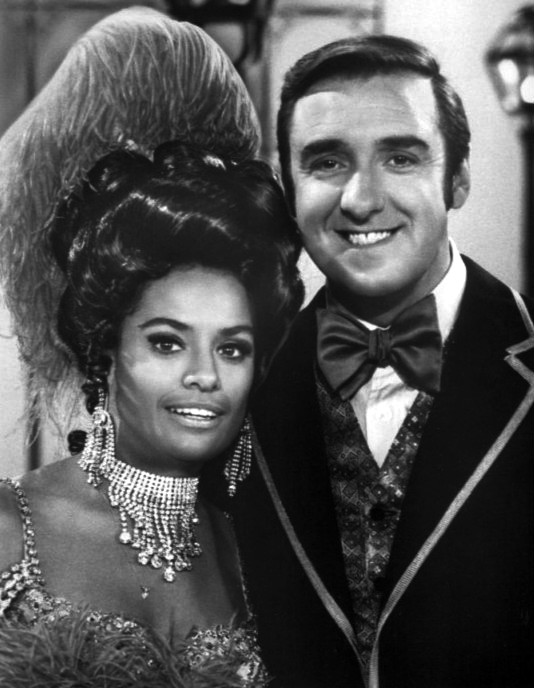
Jim Nabors et Barbara McNair dans la série télé The Jim Nabors Hour (1970).

En janvier 2013, Jim Nabors fait son coming out et se marie avec Stan Cadwallader,.
Il meurt le 30 novembre 2017 à l'âge de 87 ans à Honolulu (Hawaï).

## Filmographie
- 1963 : Take Her, She's Mine : Sleeping Pill Manager
- 1969 : The Jim Nabors Hour (série télévisée) : Host
- 1975 : The Lost Saucer (série télévisée) : Fum
- 1976 : The Krofft Supershow (série télévisée) : Fum (in 'The Lost Saucer')
- 1976 : Épisode 6 de la saison 1 du Muppet Show
- 1978 : A Different Approach
- 1979 : Buford and the Galloping Ghost (série télévisée) (voix)
- 1982 : La Cage aux poules (The Best Little Whorehouse in Texas) : Deputy Fred
- 1983 : L'As de cœur (Stroker Ace) de Hal Needham : Lugs Harvey
- 1984 : Cannon Ball 2 (Cannonball Run II) : Pvt. Homer Lyle
- 1986 : Return to Mayberry (TV) : Gomer Pyle
- 1991 : The Carol Burnett Show (série télévisée) : Skit characters